# Chan Hou-sheng
Chan Hou-sheng (Alternativname: Gordon Chan, Chan Huo-shen; chinesisch 詹火生, Pinyin Zhānhuǒshēng; * 10. Februar 1949 in Taiwan) ist ein taiwanischer Soziologe, Hochschullehrer und Politiker der Kuomintang, der unter anderem von 1997 bis 1998 Minister ohne Geschäftsbereich sowie zwischen 1998 und 2000 Arbeitsminister im Exekutiv-Yuan war.

## Leben
Chan Hou-sheng absolvierte zunächst ein Studium der Rechtswissenschaft, welches er mit einem Bachelor of Laws (LL.B.) beendete. 1971 wurde er Mitarbeiter am Institut für Soziologie der Nationaluniversität Taiwan (NTU) und erwarb 1974 ein Diplom im Fach Sozialmanagement am Hertford College der University of Oxford. Ein postgraduales Studium an der Aberystwyth University schloss er 1978 mit einem Master of Science (M.Sc.) ab und beendete 1984 seine Promotion zum Doctor of Philosophy (Ph.D. in Sozialwesen. 1988 wurde er Sekretär des Präsidenten der NTU. 1988 übernahm er zudem eine Professur am Institut für Soziologie der NTU und wurde danach 1990 als Professor und Lehrstuhlinhaber an die NTU berufen, an der er zunächst bis 1993 lehrte. In seinen Forschungen befasste er sich mit Fragen der Entwicklung des Arbeitsmarktes, der Bevölkerung und des Sozialsystems.
Nachdem Chan zwischen 1995 und 1997 Vizeminister für Politik des Rates für Arbeitsangelegenheiten im Exekutiv-Yuan, der Regierung Taiwans, war, fungierte er zwischen 1997 und 1998 als Minister ohne Geschäftsbereich in der Regierung von Premierminister Vincent Siew. Im Zuge einer Umbildung des Kabinetts Siew löste er am 1. Februar 1998 Hsu Chieh-kuei als Vorsitzender des Rates für Arbeitsangelegenheiten ab und war damit bis zum Ende der Amtszeit von Premierminister Siew am 19. Mai 2000 Arbeitsminister im Exekutiv-Yuan. Während seiner Amtszeit wurden unter anderem Arbeitskräfteabkommen mit den Philippinen und Vietnam geschlossen.
Nach seinem Ausscheiden aus der Regierung nahm Chan Hou-sheng seine Lehrtätigkeit als Professor an der NTU wieder auf und wurde zudem 2000 Verantwortlicher der Abteilung für soziale Sicherheit der National Policy Foundation sowie 2008 Vorsitzender der Cross-Straits Common Market Foundation, einer am 26. März 2001 gegründeten Organisation, die sich mit dem Handel über die Taiwanstraße hinweg und den chinesisch-taiwanischen Beziehungen befasst. 2009 wurde er des Weiteren Nationaler Politikberater von Staatspräsident Ma Ying-jeou. Er veröffentlichte zudem mehr als 150
Artikel und wissenschaftliche Aufsätze in Fachzeitschriften und Büchern.

## Veröffentlichung
- Reform and perspectives on social insurance lessons from the East and West, Mitautoren Ming-Cheng Kuo, Hans F. Zacher, Kluwer Law International, New York City 2002, ISBN 90-411-1819-5